# Grube Franziska (Bergisch Gladbach)
Die Grube Franziska ist eine ehemalige Schwefelkies-Grube des Bensberger Erzreviers in Bergisch Gladbach. Das Gelände gehört zum Stadtteil Lückerath. Der Hauptbetriebspunkt lag etwa 30 Meter nördlich hinter dem Haus Saaler Straße 80. Dort sieht man in einem kleinen Waldstück zwei ausgeprägte und einige kleinere Schurfstellen. Das Grubenfeld wurde am 6. Juni 1873 auf Schwefelkies gemutet. Die Verleihung erfolgte am 17. November 1873. Über die Betriebstätigkeiten ist nichts Näheres bekannt.